# Богдановское сельское поселение (Мордовия)
Богда́новское се́льское поселе́ние — муниципальное образование в Старошайговском районе Мордовии Российской Федерации.
Административный центр — село Богдановка.

## История
Статус и границы сельского поселения установлены Законом Республики Мордовия от 28 декабря 2004 года № 126-З «Об установлении границ муниципальных образований Старошайговского района, муниципального образования Старошайговский район и наделении их статусом сельского поселения и муниципального района»

## Население
| 2002 | 2010 | 2012 | 2013 | 2014 | 2015 | 2016 |
| ---- | ---- | ---- | ---- | ---- | ---- | ---- |
| 916  | ↘834 | ↘810 | ↘778 | ↘743 | ↘726 | ↘722 |
| 2017 | 2018 | 2019 | 2020 | 2021 |      |      |
| ↘718 | ↘695 | ↘670 | ↘657 | ↗698 |      |      |

## Состав сельского поселения
| № | Населённый пункт   | Тип населённого пункта       | Население |
| - | ------------------ | ---------------------------- | --------- |
| 1 | Богдановка         | село, административный центр | ↗543      |
| 2 | Никольская Саловка | деревня                      | ↘52       |
| 3 | Новая Теризморга   | деревня                      | ↘57       |
| 4 | Ожга Вторая        | деревня                      | ↘101      |
| 5 | Павловка           | деревня                      | ↘3        |
| 6 | Хитровка           | деревня                      | ↗78       |